# Samuel Forest
Samuel Forest est un chercheur français en mécanique des matériaux, né le 20 juillet 1968 à Bourg-en-Bresse. Directeur de recherche au CNRS, il exerce au Centre des matériaux de Mines Paris-PSL. Il est membre de l'Académie des sciences depuis le 19 décembre 2022 pour ses travaux en mécanique des milieux continus pour le développement des matériaux de l'ingénieur.

## Biographie
Samuel Forest est ingénieur civil des Mines et titulaire d'un doctorat Modèles mécaniques de la déformation hétérogène des monocristaux soutenu en 1996 à l’École des mines de Paris, sous la direction du professeur Georges Cailletaud.

## Récompenses et distinctions
- Grand prix Huy Duong Bui (2021)[3]
- Médaille d'argent du CNRS (2012)[4]
- Prix Jean Mandel (2001)[5]
- Médaille de bronze du CNRS (1998)